# آنا ماریا-واگنر
آنا ماریا-واگنر (آلمانی: Anna-Maria Wagner؛ زادهٔ ۱۷ مهٔ ۱۹۹۶) جودوکار زن اهل آلمان است.